# Sedacja
Sedacja (uspokojenie) – obniżenie aktywności ośrodkowego układu nerwowego za pomocą środków farmakologicznych bez wyłączenia świadomości (możliwe jest jednak częściowe jej ograniczenie). Dochodzi wówczas do tak zwanego  efektu sedatywnego polegającego na zmniejszeniu napięcia i niepokoju, często w połączeniu z sennością.
Stosowane niegdyś w tym celu leki uspokajające (sedativa), np. barbiturany, straciły obecnie na znaczeniu na rzecz małych dawek anksjolityków działających bardziej specyficznie, np. benzodiazepiny. Osobną grupę, nadal będącą w powszechnym użyciu, stanowią roślinne leki uspokajające, otrzymywane z takich roślin, jak kozłek lekarski (Valeriana officinalis) – waleriana, a także chmiel zwyczajny (Humulus lupulus) czy miłek wiosenny (Adonis vernalis).
W szczególnie uzasadnionych przypadkach, w celu ulżenia chorym w stanach terminalnych, bywa stosowana tzw. sedacja paliatywna.